# Who Is It
«Who Is It» (с англ. — «Кто это?») — песня американского автора-исполнителя Майкла Джексона. Пятый сингл из восьмого студийного альбома певца Dangerous, был выпущен на лейбле Epic Records в конце августа 1992 года. Композиция выдержана в жанрах ритм-н-блюза и соула, в тексте певец повествует об измене девушки.
В американском чарте Billboard Hot 100 композиция стала 14-й, а в Hot R&B/Hip-Hop Songs — 6-й. В британском хит-параде UK Singles Chart «Who Is It» заняла 10-ю строчку. Видеоклип на песню был снят Дэвидом Финчером. Премьера ролика на европейском телевидении состоялась 13 июля 1992 года, после этого по просьбе Джексона видеоклип был смонтирован заново. На телевидении США в ротацию попал лишь монтаж из предыдущих музыкальных видео и концертных выступлений музыканта.

## История создания и особенности композиции
Идея песни появилась у Джексона в 1989 году после завершения концертного тура Bad World Tour, он связался с Биллом Боттреллом и напел ему партию баса. Певец показывал то, что он хочет получить в результате записи при помощи битбокса. «Who Is It» была записана в период подготовки альбома Dangerous, по словам Боттрелла процесс создания композиции шёл быстро, практически без обдумывания. Вступление и финал песни остались почти нетронутыми с самого начала записи. Женское сопрано, звучащее в песне, исполнено Линдой Хармон.
В тексте композиции Джексон, узнав об измене девушки, пытается предположить, кого же она нашла себе взамен и почему оставила его в одиночестве. «Who Is It» представляет собой песню умеренного темпа в тональности ре минор, она выдержана в жанрах ритм-н-блюза и соула. Музыка имеет многослойную структуру, при пристальном прослушивании слушатель обращает внимание на звуки виолончели, соло на флейте в бридже и пронзительные струнные. Композицию открывают голоса, дважды пропевающие простую музыкальную фразу. Их звучание построено по образцу средневековых христианских песнопений, использовавшихся для чтения псалмов. «Можно подумать, что в дальнейшем прозвучит какая-то другая вариация этой красивой мелодии, но на деле слушателя встряхивает языком ритма из совсем другого мира», — пишет музыковед Сьюзан Фаст. Мотив песнопений продолжает пронзительно звучать на фоне громкой басовой партии. По мнению Фаст, «Who Is It» создаёт впечатление борьбы между ритмичными битами и красивой мелодией, которая с развитием композиции выходит за рамки песнопений и появляется затем в исполнении флейты, а в конце песни её передаёт звучание виолончели. Она отметила высокое качество музыки и её текстуру. Джексон применил множество различных способов использовать мелодию, построенную на высоком звучании струнного оркестра.

## Выпуск сингла и реакция критиков
Звукозаписывающая компания Epic Records планировала выпустить «Give in to Me» в качестве пятого сингла из пластинки Dangerous. Однако, после того как во время интервью с Опрой Уинфри Джексон а капелла и битбоксом исполнил «Who Is It», руководители лейбла, заметив возросшую популярность песни, организовали релиз именно её. Сингл поступил в продажу на компакт-дисках, компакт-кассетах и виниловых пластинках. В американском чарте Billboard Hot 100 композиция стала 14-й, а в Hot R&B/Hip-Hop Songs — 6-й. В британском хит-параде UK Singles Chart «Who Is It» заняла 10-ю строчку.
На портале PopMatters «Who Is It» назвали одним из самых впечатляющих треков в каталоге Джексона. В The Guardian заметили, насколько точно попадая в такт, певец всхлипывает во время исполнения песни: «Разве это не самый фанковый плач за всю историю?» Критик из Rolling Stone отметил, что «Who Is It» — первая песня Джексона о предательстве.

## Музыкальное видео
Видеоклип на песню был снят Дэвидом Финчером. В первый съёмочный день музыкант и режиссёр не сработались: Джексон привык работать совместно с режиссёрами своих видеоклипов в процессе разработки концепции ролика и самих съёмок, но Финчер не шёл с ним на сотрудничество, предпочитая снимать видеоклип так, как хочется ему самому. Певцу не понравились методы работы режиссёра, и он отказался участвовать в дальнейшем съёмочном процессе. В результате Финчер завершил съёмки, используя дублёра музыканта. Премьера получившегося ролика состоялась на европейском телевидении 13 июля 1992 года. Джексон остался недоволен первоначальной редакцией «Who Is It», и в результате видеоклип был смонтирован заново. В США ролик Финчера был выпущен лишь на DVD Dangerous – The Short Films, а в ротацию на телевидении включили монтаж из выпущенных ранее видеоклипов и выступлений Джексона.
По сюжету видеоклипа герой обнаруживает дома у своей девушки визитную карточку с именем Алекс. Сначала он думает о том, что она просто изменяет ему с кем-то. Но постепенно зрителю становится ясно, что она работает девушкой по вызову высокого класса, а на визитке — одно из её многочисленных имён. Герой отправляется домой, пакует вещи и садится в вертолёт. Когда девушка приходит вслед за ним, на пороге её встречает домработник. Она требует объяснений, и мужчина в ответ бросает на пол множество её визиток.
Критики журнала Rolling Stone назвали ролик «безумно красивым», а также отметили: «Сотрудничество Финчера и Джексона уже предполагает элегантный, зловещий и бескомпромиссный стиль».

## Участники записи
| - Майкл Джексон — текст, музыка, вокал, бэк-вокал, аранжировка - Билл Боттрелл — запись и микширование, ударные - Билл Боттрелл (синтезатор), Льюис Джонсон (бас-гитара) — басовая партия - Брайан Лорен — ударные - Брэд Баксер, Дэвид Пейч — аранжировка клавишных | - Брэд Баксер, Майкл Боддикер, Дэвид Пейч, Стив Поркаро, Джей Уиндинг — клавишные и программирование - Джордж дель Барио — аранжировка струнных - Эндре Гранат — концертмейстер - Ларри Корбетт — соло на виолончели - Линда Хармон, Майкл Джексон — сопрано |

## Список композиций
- 7" (номер в каталоге Epic Records — 658179 7)[7]

| №  | Название    | Длительность |
| -- | ----------- | ------------ |
| 1. | «Who Is It» | 4:10         |

| №  | Название                                | Длительность |
| -- | --------------------------------------- | ------------ |
| 2. | «Rock with You» (Masters At Work Remix) | 6:19         |

- 12" (номер в каталоге Epic Records — 658179 6)[7]

| №  | Название                            | Длительность |
| -- | ----------------------------------- | ------------ |
| 1. | «Who Is It» (Patience Mix)          | 7:44         |
| 2. | «Who Is It» (The Most Patience Mix) | 7:44         |

| №  | Название                | Длительность |
| -- | ----------------------- | ------------ |
| 3. | «Who Is It» (IHS Mix)   | 7:58         |
| 4. | «Who Is It» (P-Man Dub) | 7:31         |

## Позиции в чартах
| Чарт (1992—93)          | Высшая позиция |
| ----------------------- | -------------- |
| Австралия               | 34             |
| Австрия                 | 5              |
| Бельгия (Фландрия)      | 9              |
| Великобритания          | 10             |
| Германия                | 9              |
| Зимбабве                | 1              |
| Ирландия                | 6              |
| Италия                  | 11             |
| Канада                  | 6              |
| Нидерланды              | 13             |
| Новая Зеландия          | 16             |
| Норвегия                | 10             |
| Польша                  | 3              |
| США (Hot 100)           | 14             |
| США (R&B/Hip-Hop Songs) | 6              |
| Франция                 | 8              |
| Швейцария               | 14             |
| Швеция                  | 24             |